# Сушрута
Сушрута (на санскрит: सुश्रुत, Suśruta IAST) е индийски лекар от древността. Живял е около VII или VI век пр.н.е. Известен е като „баща на хирургията“ и „баща на пластичната хирургия“. Той е автор на най-важния и най-древен индийски медицински трактат „Сушрута-самхита“. Това е произведение, състоящо се от няколко исторически пласта. Допълването му изглежда е започнало в последните векове преди нашата ера, и в неговия днешен вид е завършено от други автори не по-късно от края на VIII век, когато е преведено на арабски език. Предполага се, че Сушрута е принадлежал към древната медицинска школа в Каши (днес Варанаси).
Малко се знае за живота на Сушрута, тъй като работата му се фокусира върху прилагането на медицински техники и не включва никакви подробности за това кой е бил или откъде е дошъл. Холистичният възглед на Сушрута за лечението, с акцент върху целия пациент, а не само върху представените симптоми. Медицината, развивана от Сушрута, формира основите на древната индуистка форма на медицина, известна като аюрведа и е високо ценена като една от „Великата трилогия на аюрведичната медицина“